# المدرسة الوطنية للتجارة والتسيير بسطات
المدرسة الوطنية للتجارة والتسيير بسطات (ENCG SETTAT) مدرسة وطنية مغربية للأعمال، وهي مؤسسة عمومية للتعليم العالي تأسست سنة 1994 بمدينة سطات المغربية، وتهدف إلى تكوين أطر عليا مؤهلة متوفرة على خبرات تقنية عالية في مجالات التجارة والتسيير وإدارة الأعمال.و هي مصنفة كأفضل مدرسة إدارة أعمال في المغرب 
يتم اختيار طلابها بعناية من بين الأفضل على المستوى الوطني وفي إفريقيا. وبذلك يتم تصنيفها بين أفضل 260 مؤسسة في فئتها في جميع أنحاء العالم. تضم شبكتها الكبيرة من الشراكات أكثر من عشرة أفضل المؤسسات المصنفة في أوروبا وأمريكا الشمالية. وهي تنتمي إلى جامعة الحسن الأول بسطات. أظهر خريجوها على مر السنين قدرة معترف بها للاندماج في أكثر الشركات المرموقة في المملكة. كما يجتازون أفضل امتحانات تعليم عالي في العالم. تعتبر الدورة التدريبية الخاصة بها ناجحة من حيث توجيه البرامج نحو احتياجات اقتصاد السوق.  

## شركاء
في كل سنة، يستفيد الالاف من طلبة المدرسة من الانتقال إلى مدراس تجارة وإدارة أعمال عالمية شهيرة في أوروبا وأمريكا الشمالية واسيا: 
 الولايات المتحدة : جامعة ولاية إنديانا
 فرنسا : Kedge Business School
Y SCHOOLS
Brest Business School
ESC Clermont Business School
ISCID de Dunkerque
Neoma Business School
Excelia
(IAE) Institut d'administration des entreprises
 بلجيكا : HEC Liège
 اسبانيا : IQS School of Management - Universitat Ramon Llull
 الصين : Chongqing technology and business university